# Grazia Maria Spina
Pour les articles homonymes, voir Spina (homonymie).
Grazia Maria Spina, née Maria Grazia Spinazzi le 3 juin 1936 et morte le 13 mars 2025, est une actrice italienne de cinéma, théâtre et télévision.

## Biographie
Après ses débuts au teatro stabile de Trieste, Grazia Maria Spina se lance à La Fenice de Venise avec Vittorio Gassman. Sa carrière théâtrale continue à Rome (théâtre Piccolo Eliseo) et à Gênes (teatro stabile). Son vaste répertoire comprend en particulier Goldoni.
Elle a participé à de nombreux films et émissions télévisées. Elle a posé nue en octobre 1970 pour le magazine mensuel Playmen.
À partir de 1991, elle se consacre à la peinture.
En 1997, elle est nommée au rang de commandeur de la République italienne.

## Théâtre et comédie musicale

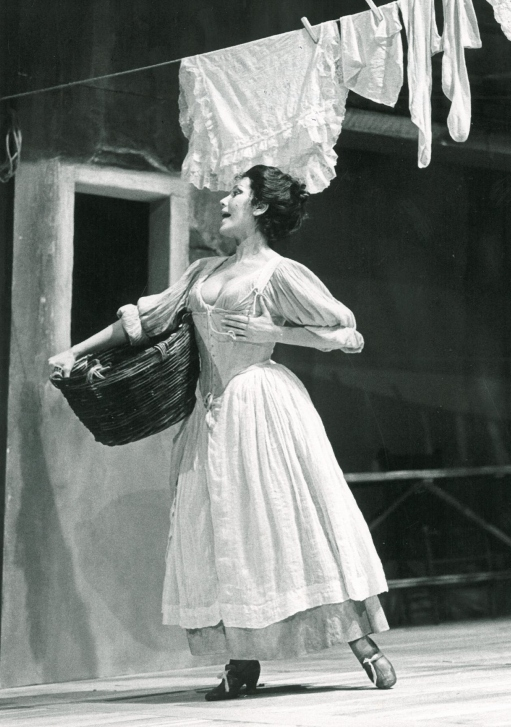
Grazia Maria Spina dans L'Honnête Fille (La putta onorata) en 1986.

- 1955 : Il Carrozzone, mise en scène de Fantasio Piccoli (it)
- Un curioso accidente de Carlo Goldoni
- Avevo più stima dell'idrogeno de Carlo Terron (it)
- La bottega del caffè de Carlo Goldoni, mise en scène de Carlo Lodovici
- Assassinio nella cattedrale de T. S. Eliot, mise en scène de Franco Enriquez (it)
- I giorni della vita de William Saroyan, mise en scène de Franco Enriquez
- 1957 : Ornifle de Jean Anouilh, avec Vittorio Gassman
- 1957 : Don Jack de Luciano Salce
- Sud de Julien Green
- Da giovedì a giovedì d'Aldo De Benedetti
- Un uomo come gli altri d'Armand Salacrou
- 1961 : Il marito in collegio de Giovanni Guareschi
- 1961 : Pericle, principe di Tiro de William Shakespeare
- 1961 : Sogno di una notte di mezza estate de William Shakespeare, mise en scène de Franco Enriquez
- 1963 : Quaranta ma non li dimostra, mise en scène de Peppino De Filippo
- 1965 : Tutto per bene (it) de Luigi Pirandello, mise en scène de Maner Lualdi
- Viva la muerte di Salvador de Madariaga
- 1966 : L'anfitrione de Plaute
- 1967 : La raganella de Charles Dyer
- 1968 : Una delle ultime sere di carnovale de Carlo Goldoni, mise en scène de Luigi Squarzina
- 1969 : Processo a Gesù (it) de Diego Fabbri, mise en scène d'Orazio Costa (it)
- 1977 : Don Jil dalle calze verdi de Tirso de Molina, mise en scène de Lucio Chiavarelli
- 1977 : Come tu mi vuoi de Luigi Pirandello, mise en scène de Lucio Chiavarelli
- 1979 : Spirito allegro de Noël Coward
- 1982 : Le nozze di Figaro de Beaumarchais, mise en scène d'Ugo Gregoretti
- 1986 : L'Honnête Fille (La putta onorata) de Carlo Goldoni, mise en scène de Marco Sciaccaluga
- 1987 : La Bonne Épouse (La buona moglie) de Carlo Goldoni, mise en scène de Marco Sciaccaluga
- 1988 : La Courtisane de Pierre l'Arétin, mise en scène de Roberto Guicciardini (it)
- 1989 : Rumors (en) de Neil Simon, mise en scène de Gianfranco De Bosio
- 1990 : L'ultimo degli amanti focosi de Neil Simon, mise en scène de Nanni Loy
- 1991 : La capannina d'André Roussin, mise en scène d'Antonio Salines (it)

## Filmographie

### Cinéma

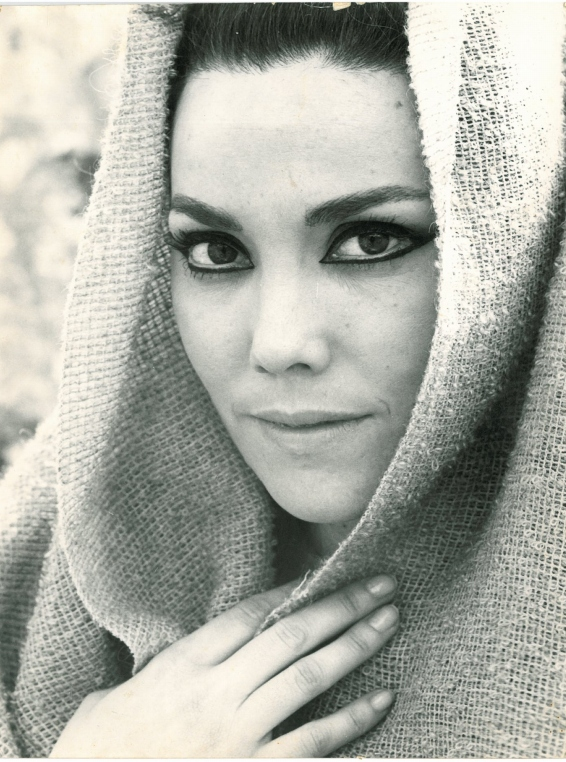
Dans le rôle de la fille de Loth dans La Bible, de John Huston.

- 1958 : Promesse di marinaio de Turi Vasile
- 1959 : Uomini e nobiluomini (it) de Giorgio Bianchi
- 1959 : Pousse pas grand-père dans les orties de Mauro Morassi
- 1959 : La cento chilometri de Giulio Petroni
- 1960 : Les Cosaques de Giorgio Rivalta et Viktor Tourjanski
- 1960 : Le Séducteur (Il peccato degli anni verdi), de Leopoldo Trieste
- 1960 : Les Plaisirs du samedi soir (I piaceri del sabato notte) de Daniele D'Anza
- 1961 : Drakut il vendicatore (it) de Luigi Capuano
- 1961 : Pugni, pupe e marinai de Daniele D'Anza
- 1961 : Le Tigre des mers (La tigre dei sette mari) de Luigi Capuano
- 1962 : Le Retour du fils du cheik (Il figlio dello sceicco) de Mario Costa
- 1962 : Zorro l'intrépide (Zorro alla corte di Spagna) de Luigi Capuano
- 1962 : La Fille des Tartares (Ursus e la ragazza tartara) de Remigio del Grosso
- 1963 : Le Succès (Il successo) de Dino Risi et Mauro Morassi
- 1963 : Maciste contre Zorro (Zorro contro Maciste) d'Umberto Lenzi
- 1963 : Il duca nero de Pino Mercanti
- 1963 : La donna degli altri è sempre più bella de Marino Girolami, épisode Bagnino Lover
- 1963 : Zorro et les Trois Mousquetaires (Zorro e i tre moschettieri) de Luigi Capuano
- 1964 : Maciste contre les Mongols (Maciste contro i mongoli) de Domenico Paolella
- 1964 : Le tardone (it) de Marino Girolami et Javier Setó, épisode Un delitto quasi perfetto
- 1964 : Laissez tirer les tireurs de Guy Lefranc
- 1964 : Queste pazze, pazze donne (it) de Marino Girolami
- 1964 : Totò contro il pirata nero de Fernando Cerchio
- 1965 : Veneri al sole (it) de Marino Girolami
- 1965 : Altissima pressione d'Enzo Trapani
- 1965 : Moi, moi, moi et les autres (Io, io, io... e gli altri) d'Alessandro Blasetti
- 1965 : La rivolta dei barbari de Guido Malatesta
- 1966 : La Bible (The Bible: In the Beginning...) de John Huston
- 1968 : Fermate il mondo... voglio scendere! de Giancarlo Cobelli
- 1969 : I 2 magnifici fresconi (it) de Marino Girolami
- 1972 : La calandria de Pasquale Festa Campanile
- 1973 : Rugantino de Pasquale Festa Campanile
- 1975 : La madama de Duccio Tessari
- 1976 : Napoli violenta d'Umberto Lenzi
- 1976 : Dimmi che fai tutto per me de Pasquale Festa Campanile
- 1978 : Il ritorno di Casanova (film, 1978) de Pasquale Festa Campanile

### Télévision

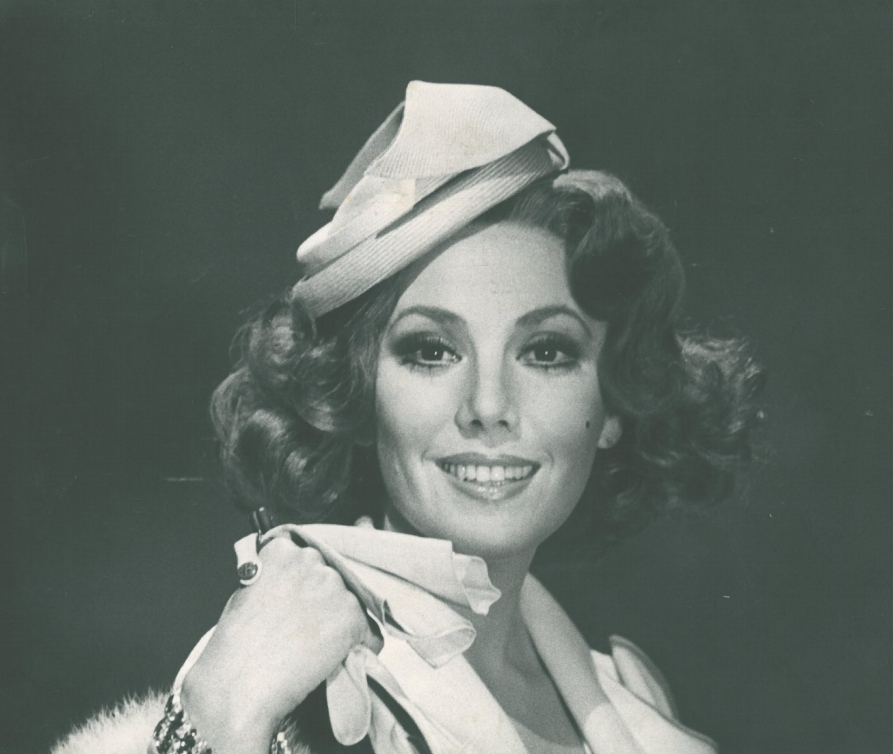
Le Corsaire de Marcel Achard, réalisé par Anton Giulio Majano en 1971.

- 1956 : La vita degli altri de Claudio Fino (it)
- 1957 : La Dame aux camélias d'Alexandre Dumas, réalisé par Daniele D'Anza
- 1957 : Da giovedì a giovedì de Guglielmo Morandi (it)
- 1958 : Non ti conosco più de Guglielmo Morandi
- 1958 : Mamouret de Guglielmo Morandi
- 1958 : Aprite, Polizia de Daniele D'Anza (minisérie)
- 1958 : Le avventure di Nicola Nickleby de Daniele D'Anza
- 1958 : Il povero fornaretto di Venezia de Mario Landi
- 1960 : Il novelliere de Daniele D'Anza
- 1960 : Feu Mathias Pascal (Il fu Mattia Pascal) de Luigi Pirandello, réalisé par Daniele D'Anza
- 1960 : Vita col padre e con la madre (it) de Daniele D'Anza
- 1961 : Peppino al balcone de Peppino De Filippo
- 1962 : La ragazza di fabbrica de Leonardo Cortese
- 1962 : L'ospite gradito de Romolo Siena (it)
- 1963 : La bella adormentata (it) d'Eros Macchi (it)
- 1963 : David Copperfield (it) d'Anton Giulio Majano
- 1964 : Biblioteca di Studio Uno (it) d'Antonello Falqui
- 1964 : Le Grillon du foyer de Charles Dickens, réalisé par de Carlo Di Stefano
- 1964 : La Comédie des erreurs de William Shakespeare, réalisé par Ruggero Jacobbi (it)
- 1964 : La donna di fiori (it) d'Anton Giulio Majano
- 1966 : Lo squarciagola de Luigi Squarzina
- 1969 : La base de tuto de Carlo Lodovici
- 1971 : Il corsaro d'Anton Giulio Majano
- 1974 : Il candelabro a sette fiamme de Mario Ferrero (it)
- 1977 : Chiunque tu sia (it) de Mario Foglietti
- 1983 : Il passo falso de Paolo Poeti (it)